# StarCraft: Ghost
In 2002 heeft Blizzard Entertainment een nieuw spel aangekondigd dat zich afspeelt in het StarCraft Universum, namelijk StarCraft: Ghost. Dit spel is een third person shooter, waarbij de Terran Ghost Nova de hoofdrol speelt. Op 24 maart 2006 werd bekend dat de ontwikkeling van dit spel "voor onbepaalde tijd uitgesteld" is.
Blizzard, vooral bekend om haar PC spellen, keert even terug naar haar roots door het spel exclusief voor de Xbox en de PlayStation 2 video game consoles te ontwikkelen. Oorspronkelijk was er ook een versie voor de GameCube gepland, maar dit werd geannuleerd in november 2005 door het gebrek aan online mogelijkheden van de GameCube. Hoewel Blizzard het project leidde, was de echte ontwikkelaar Nihilistic, bekend van 'Vampire: The Masquerade'. In juli 2004 werd Nihilistic vervangen door Swingin' Ape Studios, bekend van 'Metal Arms'. Deze samenwerking bleek veel beter uit te pakken, want op 16 mei 2005 verwierf Blizzard Entertainment Swingin' Ape Studios, en werd deze hierbij omgedoopt tot de divisie 'Blizzard Console'.

## Verhaallijn
Het belangrijkste personage van het spel is een Terran Ghost (psionische spionage-agent), genaamd Nova Terra. Zij staat in dienst van de Terran Dominion, nadat deze alle Squadrons van de Confederacy had ingelijfd, inclusief het Nova Squadron waar Nova oorspronkelijk deel van uitmaakte. De rol van Nova wanneer het spel begint, is als officier van de Dominion, onder leiding van Kolonel Jackson Hauler.
Het verhaal vindt vier jaar na het einde van StarCraft: Brood War plaats. De Emperor Arcturus Mengsk heeft veel van zijn imperium, de Terran Dominion, herbouwd en een nieuwe militaire strijdmacht opgebouwd ondanks de constante dreiging van de Zerg. In die afgelopen vier jaar heeft de Dominion niets meer van Kerrigan vernomen, hoewel zij geloven dat Kerrigan met gemak haar oppositie kan uitroeien. De Zerg zijn stil, opvallend stil, er heerst een ongemakkelijke vrede.
Mengsk en zijn nieuwe adviseur, Generaal Horatius Warfield, zijn met een geheim project genaamd 'Shadow Blade' begonnen, dat heimelijk verworven technologie van de Protoss gebruikt. Het programma vereist 'Terrazine Gas' om de genetische samenstelling van Terran Ghosts te veranderen, daarmee hun psychisch potentieel vergrotend. Deze Ghosts veranderen in 'Spectres' - schimmige bovenmenselijke wezens, die zonder vragen de wil van hun meester uitvoeren.
Een rebellengroep, bekend als de Koprulu Liberation Front, wil een eind maken aan de daden van Mengsk en zijn Terran Dominion. Het is vooralsnog onduidelijk wie hierachter zit, maar de geruchten gaan dat Raynor hierbij betrokken is.
Nova staat op het punt een gevaarlijke opdracht uit te voeren en daarmee de angstaanjagende waarheid achter project 'Shadow Blade' aan het licht te brengen - deze samenzwering zal haar ertoe bewegen om haar eigen identiteit te betwijfelen, terwijl zij verwikkeld is in een strijd tussen de Terran Dominion en de Koprulu Liberation Front.